# Murciélago (manga)
Murciélago (jap. MURCIÉLAGO -ムルシエラゴ-) – manga autorstwa Kany Yoshimury, publikowana na łamach magazynu „Young Gangan” wydawnictwa Square Enix od sierpnia 2013.
W Polsce manga ukazuje się nakładem wydawnictwa Waneko.

## Fabuła
Kuroko Koumori, seryjna morderczyni, która zabija od dziecka, zostaje złapana. Ponieważ jednak jej rodzinne miasto jest ogarnięte przestępczością, rząd postanawia ułaskawić ją w zamian za pomoc w likwidacji przestępców, których policja nie jest w stanie powstrzymać. Podczas misji towarzyszy jej Chiyo Yanaoka, córka znanego bossa yakuzy, oraz Hinako Tozakura, ekspertka od prowadzenia samochodów i innych pojazdów.

## Publikacja serii
Pierwszy rozdział mangi został opublikowany 16 sierpnia 2013 w magazynie „Young Gangan”. Następnie wydawnictwo Square Enix rozpoczęło zbieranie rozdziałów do wydań w formacie tankōbon, których pierwszy tom ukazał się 25 kwietnia 2014. Według stanu na 25 kwietnia 2023, do tej pory wydano 22 tomy.
W Polsce licencję na wydawanie mangi zakupiło Waneko.
Od 12 stycznia 2018 do 26 czerwca 2020 w aplikacji MangaUP! ukazywał się spin-off zilustrowany przez Shina Arakawę, zatytułowany Murciélago Byproduct: Araña (jap. MURCIÉLAGO -ムルシエラゴ- BYPRODUCT -アラーニァ-). Seria ta została również opublikowana w pięciu tankōbonach, wydanych między 25 czerwca 2018 a 22 lipca 2020 nakładem wydawnictwa Square Enix. 

## Odbiór
W pierwszym tygodniu po premierze sprzedaż 9 tomu serii przekroczyła 25 tys. egzemplarzy.